# Shawn Lauvao
Shawn Lauvao (Honolulu, 26 ottobre 1987) è un giocatore di football americano statunitense che gioca nel ruolo di offensive tackle per i Washington Redskins della National Football League (NFL). Fu scelto nel corso del terzo giro (92º assoluto) del Draft NFL 2010 dai Cleveland Browns. Al college ha giocato a football all'Università statale dell'Arizona.

## Carriera professionistica

### Cleveland Browns
Lauvao fu scelto nel corso del terzo giro del Draft NFL 2010 dai Cleveland Browns. Nella sua stagione da rookie disputò 10 gare, una sola delle quali come titolare. Nelle due stagioni successive invece non saltò una sola gara, venendo sempre schierato dall'inizio.

### Washington Redskins
L'11 marzo 2014, Lauvao firmò un contratto quadriennale da 17 milioni di dollari con i Redskins.